# Maestro de Rohan
Maestro de Rohan es la denominación convencional utilizada por la historiografía del arte para referirse a un maestro anónimo a cargo de un taller de miniaturas activo entre 1410 y 1435 en Troyes, París y posteriormente en Anjou. Debe su nombre a las iluminaciones que hizo y dirigió para un libro de horas llamado Libro de las Horas de Rohan, conservado en la Biblioteca Nacional de Francia (Lat. 9471).

## Elementos biográficos
Sus orígenes siguen siendo oscuros, puede haber sido de origen meridional, o más precisamente español, o por el contrario, del norte de los Países Bajos. Fue activo con su taller inicialmente en Troyes, uno de los pocos centros de iluminación entonces en Francia, fuera de París. Luego practicó su arte en París, en el séquito de los Maestros de Bedford y Boucicaut. A partir de 1420, cuando París fue ocupada por los ingleses, aparentemente entró al servicio exclusivo de la casa de Anjou y creó varios manuscritos para ella. Fue particularmente Yolanda de Aragón quien sin duda estuvo al comienzo de esos pedidos. El más conocido es el que dio nombre al maestro, Libro de la Horas de Rohan, que debe su nombre a las armas de familia que fueron añadidas posteriormente. Fue encargado a principios de la década de 1430 en previsión del matrimonio de Carlos, conde de Maine, y una hija de Alano IX de Rohan, que finalmente nunca se llevó a cabo, porque los escudos de armas de los Rohan no se repintan.
El primer mecenas conocido del pintor fue la duquesa Yolanda de Aragón o su marido Luis II de Náole, padres del rey Renato I de Nápoles, quien le encargó un libro de horas hacia 1416. Modificado posteriormente por su hijo, se le conoce como Horas del rey René u Horas de Anjou  .
Considerado durante mucho tiempo al frente de un prolífico taller, su obra ha sido reinterpretada tras haberse identificado a varios colaboradores, tantos. que se habla ahora de “Maestros de Rohan”. Un artista en particular fue individualizado y llamado Maître de Giac. Se le atribuye la mayor parte de los libros de horas más antiguos, así como una participación en  Libro de las Horas de Rohan. Incluso podría tratarse del padre y maestro del Maestro de Rohan.
Albert Châtelet propone identificarlo con Jean Hermant, oficial de Juan de Berry de 1398 a 1416, que luego se instaló como librero cerca del actual Boulevard Saint-Michel y fue fiel a Juan I de Borgoña

## Obras atribuidas

### Manuscritos iluminados

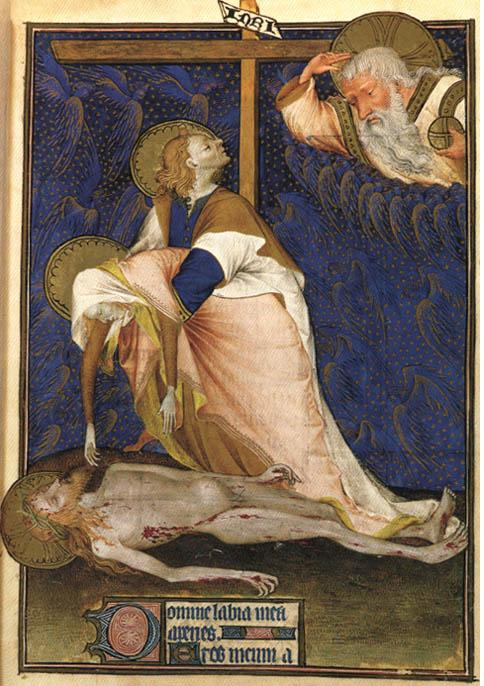
Lamentación de la Virgen Rohan

- Horas para el Uso de Troyes, hacia 1410, Musée Condé, Chantilly, ms.67
- Horas de uso de Troyes, alrededor de 1410, Biblioteca Británica, Londres, Harley 2934[6]
- De Casibus o From the Cases of Noble Men and Women, manuscrito de Boccaccio (trad. Laurent de Premierfait), atribuido al taller (para f.14v a 140v), en colaboración con el Maestro de Bedford (f. 1-8, 12v, 143-274) y el Maestro de la Cité des dames (f.8v -11v), alrededor de 1415-antes de 1425, BnF, Fr.226
- Horas de René de Anjou, c.1416, BNF, Lat.1156A
- Buz Hours, Houghton Library, Cambridge (MA), ms. Richardson 42.
- Horas de uso de Angers de la antigua colección Martin Leroy, coll. Vamos.
- Horas que se <i id="mwUg">dice</i> que son de Isabella Stuart, alrededor de 1417 o 1431, en colaboración con el Maestro de Giac, Museo Fitzwilliam, Cambridge, ms. 62[7]
- Grandes Heures de Rohan, hacia 1430, en colaboración con el Maestro de Giac, BnF, Ms. Lat. 9471
- Un folio aislado que representa a Joaquín en el Templo, Museo J. Paul Getty, Los Ángeles

### Otras pinturas
- Retablo del canónigo Pierre de Wissant, Museo Laon[8] .
- Danza macabra del cementerio de los Inocentes de París[9]